# Pallamano Trieste 2005-2006
Questa pagina raccoglie i dati riguardanti la Pallamano Trieste nelle competizioni ufficiali della stagione 2005-2006.

## Risultati

### Serie A Elite

#### Stagione regolare - Prima fase

##### Girone d'andata
| Trieste 24 settembre 2005 | Trieste | 22 – 22 | Prato |  |

| Gaeta 1 ottobre 2005 | Gaeta | 21 – 30 | Trieste |  |

| Trieste 8 ottobre 2005 | Trieste | 34 – 37 | Brixen |  |

| Conversano 15 ottobre 2005 | Conversano | 24 – 24 | Trieste |  |

| San Lazzaro di Savena 22 ottobre 2005 | Bologna United | 25 – 25 | Trieste |  |

| Trieste 29 ottobre 2005 | Trieste | 29 – 29 | Black Devils |  |

| Rubiera 1 novembre 2005 | Secchia | 32 – 26 | Trieste |  |

##### Girone di ritorno
| Prato 5 novembre 2005 | Prato | 29 – 27 | Trieste |  |

| Trieste 12 novembre 2005 | Trieste | 36 – 30 | Gaeta |  |

| Bressanone 19 novembre 2005 | Brixen | 25 – 23 | Trieste |  |

| Trieste 3 dicembre 2005 | Trieste | 23 – 29 | Conversano |  |

| Trieste 10 dicembre 2005 | Trieste | 27 – 34 | Bologna United |  |

| Merano 17 dicembre 2005 | Black Devils | 30 – 26 | Trieste |  |

| Trieste 20 dicembre 2005 | Trieste | 28 – 25 | Secchia |  |

#### Seconda fase
| Conversano 18 febbraio 2006 | Conversano | 30 – 19 | Trieste |  |

| Trieste 25 febbraio 2006 | Trieste | 32 – 28 | Gaeta |  |

| San Lazzaro di Savena 4 marzo 2006 | Bologna United | 32 – 32 | Trieste |  |

| Prato 11 marzo 2006 | Prato | 31 – 31 | Trieste |  |

| Trieste 18 marzo 2006 | Trieste | 41 – 31 | Secchia |  |

| Merano 25 marzo 2006 | Black Devils | 34 – 32 | Trieste |  |

| Trieste 1 aprile 2006 | Trieste | 37 – 30 | Brixen |  |

#### Playoff

##### Quarti di finale
| Squadra 1 | Squadra 2 | Gara 1                    | Gara 2                  | Gara 3                     |
| --------- | --------- | ------------------------- | ----------------------- | -------------------------- |
| Brixen    | Trieste   | Bressanone, 8 aprile 2006 | Trieste, 11 aprile 2006 | Bressanone, 18 aprile 2006 |
| Brixen    | Trieste   | 27 - 26                   | 30 - 32                 | 36 - 34                    |

##### Placement Round Semifinale
| Squadra 1 | Squadra 2 | Gara 1                  | Gara 2                | Gara 3 |
| --------- | --------- | ----------------------- | --------------------- | ------ |
| Trieste   | Gaeta     | Trieste, 22 aprile 2006 | Gaeta, 25 aprile 2006 |        |
| Trieste   | Gaeta     | 31 - 31                 | 31 - 24               |        |

#### Placement Round Finale 5º posto
| Squadra 1    | Squadra 2 | Gara 1                | Gara 2                 | Gara 3 |
| ------------ | --------- | --------------------- | ---------------------- | ------ |
| Black Devils | Trieste   | Merano, 6 maggio 2006 | Trieste, 9 maggio 2006 |        |
| Black Devils | Trieste   | 39 - 29               | 28 - 28                |        |

### Coppa Italia

#### Quarti di finale
| Bologna 12 febbraio 2006 | Trieste | 35 – 32 | Brixen |  |

#### Semifinali
| Bologna 13 febbraio 2006 | Conversano | 33 – 27 | Trieste |  |

### Handball Trophy

#### Girone B
| Bressanone 9 settembre 2005 | Trieste | 24 – 19 | Bologna United |  |

| Bressanone 9 settembre 2005 | Prato | 15 – 15 | Trieste |  |

| Bressanone 10 settembre 2005 | Trieste | 22 – 18 | Brixen |  |

#### Semifinale
| Bressanone 10 settembre 2005 | Trieste | 22 – 16 | Gaeta |  |

#### Finale
| Bressanone 11 settembre 2005 | Trieste | 29 – 31 | Bologna United |  |

### EHF Cup

#### Terzo turno di qualificazione
| Squadra 1           | Squadra 2         | Andata  | Ritorno | Totale  |
| ------------------- | ----------------- | ------- | ------- | ------- |
| Madeira Andebol SAD | Pallamano Trieste | Madeira | Trieste | 53 - 49 |
| Madeira Andebol SAD | Pallamano Trieste | 27- 22  | 26- 27  | 53 - 49 |

## Classifiche

### Serie A Elite

#### Prima Fase
|  | Pos. | Squadra        | Pt | G  | V  | N | S  | GF  | GS  | D   |
|  | ---- | -------------- | -- | -- | -- | - | -- | --- | --- | --- |
|  | 1.   | Brixen         | 31 | 14 | 10 | 1 | 3  | 409 | 385 | +24 |
|  | 2.   | Bologna United | 31 | 14 | 10 | 1 | 3  | 428 | 377 | +51 |
|  | 3.   | Conversano     | 27 | 14 | 8  | 3 | 3  | 418 | 380 | +38 |
|  | 4.   | Black Devils   | 23 | 14 | 7  | 2 | 5  | 412 | 383 | +29 |
|  | 5.   | Prato          | 18 | 14 | 5  | 3 | 6  | 350 | 374 | -24 |
|  | 6.   | Trieste        | 13 | 14 | 3  | 4 | 7  | 380 | 392 | -12 |
|  | 7.   | Gaeta          | 12 | 14 | 4  | 0 | 10 | 377 | 426 | -29 |
|  | 8.   | Secchia        | 5  | 14 | 1  | 2 | 11 | 375 | 432 | -57 |

#### Seconda fase
|  | Pos. | Squadra        | Pt | G  | V  | N | S  | GF  | GS  | D    |
|  | ---- | -------------- | -- | -- | -- | - | -- | --- | --- | ---- |
|  | 1.   | Conversano     | 45 | 21 | 14 | 3 | 4  | 645 | 545 | +100 |
|  | 2.   | Bologna United | 44 | 21 | 14 | 2 | 5  | 630 | 580 | +50  |
|  | 3.   | Brixen         | 38 | 21 | 12 | 2 | 7  | 608 | 588 | +20  |
|  | 4.   | Black Devils   | 35 | 21 | 11 | 2 | 8  | 606 | 579 | +27  |
|  | 5.   | Prato          | 28 | 21 | 8  | 4 | 9  | 539 | 574 | -35  |
|  | 6.   | Trieste        | 24 | 21 | 6  | 6 | 9  | 604 | 608 | -4   |
|  | 7.   | Gaeta          | 21 | 21 | 7  | 0 | 14 | 571 | 634 | -63  |
|  | 8.   | Secchia        | 6  | 21 | 1  | 3 | 17 | 556 | 651 | -95  |

### Handball Trophy

#### Girone B
|  | Pos. | Squadra        | Pt | G | V | N | P | GF | GS | DR  |
|  | ---- | -------------- | -- | - | - | - | - | -- | -- | --- |
|  | 1.   | Trieste        | 7  | 3 | 2 | 1 | 0 | 61 | 52 | +9  |
|  | 2.   | Bologna United | 6  | 3 | 2 | 0 | 1 | 65 | 63 | +2  |
|  | 3.   | Prato          | 4  | 3 | 1 | 1 | 1 | 54 | 48 | +6  |
|  | 4.   | Brixen         | 0  | 3 | 0 | 0 | 3 | 50 | 67 | -17 |